# Чемпионат СССР по водно-моторному спорту 1981
Чемпионат СССР по водно-моторному спорту 1981 года прошёл в два этапа. Первый состоялся 16-19 апреля на Чернореченском водохранилище Грозного. На этом этапе в соревнованиях приняли участие 102 спортсмена. Чемпионат был личным. Такое раннее по сравнению с предыдущими чемпионатами начало сезона объяснялось желанием организаторов подвести спортсменов к оптимальной спортивной форме к моменту начала важных международных соревнований.

## 1-й этап
Указана сумма скоростей в трёх гонках, в скобках — средняя скорость.
| Класс     | Золото                                                          | Серебро                                                     | Бронза                                                         |
| Мотолодки | Мотолодки                                                       | Мотолодки                                                   | Мотолодки                                                      |
| --------- | --------------------------------------------------------------- | ----------------------------------------------------------- | -------------------------------------------------------------- |
| SB-350    | Валерий Усолкин (Куйбышев) 177,157 км/ч (60,577 км/ч)           | К. Арутюнян (Армянская ССР) 173,509 км/ч (58,145 км/ч)      | В. Камардин (Куйбышев) 172,749 км/ч (57.866 км/ч)              |
| SC-500    | М. Зайчиков (Куйбышев) 193,592 км/ч (65,567 км/ч)               | А. Гомэкин (Челябинск) 189,800 км/ч (64,631 км/ч)           | А. Овчинников (Ленинград) 187,163 км/ч (62,728 км/ч)           |
| Скутера   |                                                                 |                                                             |                                                                |
| ОА-250    | А. Жиров (мсмк, Москва) 243,012 км/ч (82,248 км/ч)              | Алексей Ишутин (мсмк, Ленинград) 232,366 км/ч (81,097 км/ч) | Н. Пывват (мсмк, Эстонская ССР) 228,082 км/ч (76,675 км/ч)     |
| OB-350    | В. Матулявичус (мсмк, Литовская ССР) 249,201 км/ч (85,199 км/ч) | С. Манукян (мсмк, Армянская ССР) 240,209 км/ч (82,529 км/ч) | И. Герасименко (мс, Украинская ССР) 239,703 км/ч (83,421 км/ч) |
| ОС-500    | А. Головин (мс, Украинская ССР) 268,471 км/ч (91,381 км/ч)      | И. Дубинин (мс, Ленинград) 266,191 км/ч (89,795 км/ч)       | Б. Клюшников (мсмк, Ленинград) 264,589 км/ч (90,751 км/ч)      |

## 2-й этап
Второй этап чемпионата прошёл 25-28 сентября в Тернополе.